# ما تمامش می‌کنیم (فیلم ۲۰۲۴)
ما تمامش می‌کنیم (به انگلیسی: It Ends with Us) یک فیلم عاشقانه و درام آمریکایی محصول سال ۲۰۲۴ به کارگردانی جاستین بالدونی و با فیلم‌نامه‌ای از کریستی هال، بر اساس رمانی به همین نام نوشته کالین هوور در سال ۲۰۱۶ است. در این فیلم، بلیک لایولی در کنار بالدونی، براندون اسکلنار، جنی سلیت و حسن منهاج ایفای نقش می‌کند. داستان دربارهٔ لیلی بلوم (لایولی)، گلفروش، است که در رابطه‌ای توأم با آزار با رایان کینکید (بالدونی)، جراح مغز و اعصاب، گرفتار شده و بازگشت دوست‌پسر سابقش، اطلس کوریگان (اسکلنار)، به زندگی‌اش، پیچیدگی‌ها را افزایش می‌دهد.
فیلم‌برداری اصلی از اواسط ۲۰۲۳ تا اوایل ۲۰۲۴ انجام شد و به دلیل اعتصابات انجمن نویسندگان آمریکا و سگ-افترا در سال ۲۰۲۳ با وقفه‌هایی مواجه شد. ما تمامش می‌کنیم در ۶ اوت ۲۰۲۴ در AMC لینکلن اسکوئر نیویورک برای اولین بار اکران شد و در ۹ اوت توسط سونی پیکچرز در ایالات متحده منتشر شد. فیلم نقدهای متفاوتی از منتقدان دریافت کرد، اما با بودجه ۲۵ میلیون دلاری، به فروشی ۳۵۱ میلیون دلاری در گیشه جهانی دست یافت و موفقیتی تجاری محسوب شد.
تولید فیلم به دلیل اختلافات بین لایولی و بالدونی جنجال‌برانگیز شد. لایولی به دلیل عدم پرداختن به موضوعات خشونت خانگی و آزار عاطفی موجود در فیلم فیلم در جریان تور تبلیغاتی و استفاده از این تور برای تبلیغ برند مراقبت از موی خود مورد انتقاد قرار گرفت. در دسامبر ۲۰۲۴، لایولی علیه بالدونی و شرکت تولیدی او، وِی‌فِرر استودیوز، به اتهام آزار جنسی و ارعاب شکایت کرد. بالدونی این اتهامات را رد کرد و علیه نیویورک تایمز به دلیل حمایت از روایت لایولی به اتهام افترا شکایت کرد. او همچنین علیه لایولی، همسرش رایان رینولدز و مدیر روابط عمومی آن‌ها، لزلی اسلون، به اتهام اخاذی مدنی، افترا و نقض حریم خصوصی شکایت کرد.

## تولید
فیلمبرداری در هابوکن، نیوجرسی در فیلد کلونی، یک فضای کاری و گالری هنری، در ۵ می ۲۰۲۳ آغاز شد. ماه بعد، تولید به دلیل اعتصاب نویسندگان در سال ۲۰۲۳ به‌طور موقت متوقف شد. زمانی که تولید فیلم متوقف شد، بیش از نیمی از فیلم کامل شده بود.

## بازخوردها
- استقبال منتقدان از فیلم متفاوت بود.[۸][۹][۱۰]
- در وب‌سایت جمع‌آوری نقد راتن تومیتوز بر اساس رای ۱۹۰ نقد منتقد، با میانگین امتیاز ۵٫۶ از ۱۰ مثبت است.
- در متاکریتیک که از میانگین وزنی استفاده می‌کند، بر اساس رای ۴۲ منتقد، امتیاز ۵۳ از ۱۰۰ را به فیلم اختصاص داد که نشان دهنده نقدهای «مختلط یا متوسط» است.
- تماشاگرانی که توسط سینماسکور نظرسنجی شدند، به فیلم نمره متوسط «A–» در مقیاس A+ تا F دادند، در حالی که آنهایی که توسط پست‌ترک مورد بررسی قرار گرفتند، ۸۵٪ نمره مثبت به آن دادند و ۶۹٪ گفتند که قطعاً آن را توصیه می‌کنند.

## دنباله
در آگوست ۲۰۲۴، پس از اکران این فیلم، کارگردان جاستین بالدونی، پتانسیل اقتباس سینمایی از رمان دنباله‌دار با عنوان ما شروع می‌کنیم را تصدیق کرد. با این حال، او بعداً اظهار داشت که ممکن است در نقش خود به عنوان کارگردان بازنگردد، و پیشنهاد کرد که بلیک لایولی فیلم را کارگردانی کند.